# Kento Fukuda
Kento Fukuda (japanisch 福田 健人 Fukuda Kento; * 15. Mai 1990 in Toride) ist ein ehemaliger japanischer Fußballspieler.

## Karriere
Fukuda erlernte das Fußballspielen in der Schulmannschaft der Toride Shoyo High School. Seinen ersten Vertrag unterschrieb er 2009 bei Shonan Bellmare. Der Verein aus Hiratsuka in der Präfektur Kanagawa spielte in der zweithöchsten Liga des Landes, der J2 League. 2010 wurde er an den FC Kariya nach Kariya ausgeliehen. 2011 kehrte er zu Shonan Bellmare zurück. Von Anfang 2012 bis August 2012 wurde er an den Drittligisten Fujieda MYFC ausgeliehen. 2013 ging er nach Singapur. Hier unterschrieb er einen Vertrag bei Albirex Niigata (Singapur). Der 2004 gegründete Verein ist ein Ableger des japanischen Zweitligisten Albirex Niigata und spielte in der ersten singapurischen Liga, der S. League. Für Albirex absolvierte er 27 Erstligaspiele. Geylang International nahm ihn Anfang 2014 unter Vertrag. Hier unterzeichnete er einen Zweijahresvertrag. 49-mal stand er für Geylang in der ersten Liga auf dem Spielfeld. Der ebenfalls in der ersten Liga spielende Warriors FC nahm Fukuda Anfang 2016 unter Vertrag. Nach 91 Erstligaeinsätzen beendete er Ende 2019 seine Laufbahn als aktiver Fußballspieler.